# 1-alchilglicerofosfocolina O-aciltransferasi
La 1-alchilglicerofosfocolina O-aciltransferasi è un enzima appartenente alla classe delle transferasi, che catalizza la seguente reazione:
acil-CoA + 1-alchil-sn-glicero-3-fosfocolina ⇄ CoA + 2-acil-1-alchil-sn-glicero-3-fosfocolina
Si ritiene che possa catalizzare una reazione identica alla 1-acilglicerofosfocolina O-aciltransferasi (numero EC 2.3.1.23).